# Mouvement pour la Liberté et la Démocratie
De Mouvement Libéral Démocrate (MLD) was een kortstondige Franstalige politieke partij in België.
De partij werd opgericht in februari 2011 door Laurent Louis, die ook voorzitter was. Louis werd tijdens de Belgische federale verkiezingen van 2010 als enige in de Kamer verkozen op de lijst van de Parti Populaire (PP). In januari 2011 werd hij uit de partij gezet, omdat zijn politieke ideeën te veel bleken af te wijken van die van oprichter en partijvoorzitter Mischaël Modrikamen. Bovendien werd hij beschuldigd van ongewenste intimiteiten met een medewerkster. Nadat Louis de laan werd uitgestuurd, zetelde hij even als onafhankelijke. In februari 2011 richtte hij de MLD op.
Enkele standpunten van de partij:
- Bevorderen van de nationale eenheid, en geen enkele steun verlenen aan separatisme of confederalisme.
- Een vereenvoudiging van de staat en haar structuren door onder andere de afschaffing van de provincies.
- Een meer rechtvaardige belastingheffing door verlaging van de belastingen en door herziening van het belastingstelsel.
- Optie tot volksreferendum inschrijven in de grondwet
- Toevoeging van Vlaams-Brabant en Waals-Brabant aan het Brussels gewest. Bedoeling is om zo een grote tweetalige regio te ontwikkelen.

Bij de lokale verkiezingen van 2012 diende de MLD een lijst in voor de stad Nijvel, de woonplaats van Laurent Louis, en voor de provincie Waals-Brabant. Voor de provincie behaalde de partij 0,4% en 0 zetels, voor de gemeenteraad van Nijvel behaalde ze 1,8% en eveneens 0 zetels.
Op 11 januari 2013 werd de partij opgeheven. Sedertdien zetelt Laurent Louis weer als onafhankelijke.